# 146

## Родени
- 11 април – Септимий Север